# Adam Kowalski
Adam Kowalski (Częstochowa, 16 de setembro de 1994) é um voleibolista profissional polonês, jogador posição líbero.

## Títulos
Clubes
Supercopa Alemã:
- 2019, 2020

Copa Alemã:
- 2020[2]